# Pininfarina Cambiano
La Pininfarina Cambiano è una concept car realizzata in un unico esemplare dalla casa di design ed engineering italiana Pininfarina, sviluppata sotto la direzione creativa di Fabio Filippini e presentata al Salone di Ginevra 2012.. Nel 2014 la vettura è stata premiata con la Menzione d'Onore per il Compasso d'Oro ADI.

## caratteristiche
L'originale tipologia coupé a 3 porte del prototipo - una sul lato guida e due sul lato opposto - è un chiaro riferimento alla vettura personale di Battista Farina, realizzata nel 1957 su meccanica Lancia Aurelia in simile configurazione, mentre la denominazione è un omaggio al comune di Cambiano, in occasione del 30º anniversario dalla fondazione del centro "Pininfarina Studi e Ricerche", avente sede in quella località della Provincia torinese dal 1982.